# Aeroportul Hostomel
Aeroportul Hostomel (în rusă Антонов) (IATA: GML, ICAO: UKKM) este un aeroport din Hostomel, Hostomel settlement hromada⁠(d), Raionul Bucea, Kiev, Regiunea Kiev, Ucraina ce deservește zona Kiev. 
Situat la o altitudine de 158 m, aeroportul dispune de 1 pistă. Este operat de Antonov Airlines⁠(d).

## Infrastructură

### Piste
Aeroportul dispune de o singură pistă. Pista 15/33 are suprafața de beton și dimensiunile 3.500 m × . 